# Chris Froome
Christopher Froome je profesionalni britanski biciklist. Rođen je 20. svibnja 1985. u Nairobiju, Kenija. Četverostruki je osvajač Tour de Francea (2013., 2015.,2016. i 2017.).
Profesionalnu karijeru je započeo 2007. u ekipi Team Konica Minolta. Dvije godine (2008. – 2009.) je proveo u britanskoj ekipi Barloworld nakon čega je postao član ekipe Team Sky (2010.). Prvi značajniji uspjeh je ostvario 2011. na utrci Vuelta a España kada je završio drugi u ukupnom poretku. Na Tour de Franceu 2012. je bio glavni pomagač osvajaču utrke Bradleyu Wigginsu. Osvojio je sedmu etapu i završio drugi u ukupnom poretku. Iste godine je osvojio brončanu medalju u vožnji na kronometar na Olimpijskim igrama u Londonu isto je ponovio četiri godine kasnije na Olimpijskim igrama u Rio de Janeiru gdje je također osvojio brončanu medalju.

## Rezultati na značajnijim utrkama

### Rezultati na Grand Touru[2][3]
| Utrka           | 2008. | 2009. | 2010. | 2011. | 2012. | 2013. | 2014. | 2015. | 2016. | 2017. | 2018. |
| --------------- | ----- | ----- | ----- | ----- | ----- | ----- | ----- | ----- | ----- | ----- | ----- |
| Giro d'Italia   | —     | 34    | DSQ   | —     | —     | —     | —     | —     | —     | —     | 1     |
| Tour de France  | 83    | —     | —     | —     | 2     | 1     | DNF   | 1     | 1     | 1     | 3     |
| Vuelta a España | —     | —     | —     | 2     | 4     | —     | 2     | DNF   | 2     | 1     | —     |

### Rezultati na ostalim utrkama
| Utrka                      | 2010. | 2011. | 2012. | 2013. | 2014. | 2015. | 2016. | 2017. | 2018. |
| -------------------------- | ----- | ----- | ----- | ----- | ----- | ----- | ----- | ----- | ----- |
| Paris–Nice                 | —     | —     | —     | —     | —     | —     | —     | —     | —     |
| Tirreno–Adriatico          | —     | —     | —     | 2     | —     | —     | —     | —     | 34    |
| Volta a Catalunya          | 71    | 61    | —     | —     | 6     | 71    | 8     | 30    | —     |
| Tour of the Basque Country | —     | —     | —     | —     | —     | —     | —     | —     | —     |
| Tour de Romandie           | DNF   | 15    | 123   | 1     | 1     | 3     | 38    | 18    | —     |
| Critérium du Dauphiné      | —     | —     | 4     | 1     | 12    | 1     | 1     | 4     | —     |
| Tour de Suisse             | —     | 47    | —     | —     | —     | —     | —     | —     | —     |

| —   | Nije se natjecao   |
| DNF | Nije završio utrku |
| DSQ | Diskvalificiran    |